# Buigny-l'Abbé
Buigny-l'Abbé é uma comuna francesa na região administrativa de Altos da França, no departamento de Somme. Estende-se por uma área de 7,22 km². Em 2010 a comuna tinha 325 habitantes (densidade: 45 hab./km²).